# 阪急バス伏尾台営業所
阪急バス伏尾台営業所（はんきゅうバスふしおだいえいぎょうしょ）は、大阪府池田市伏尾台五丁目にあった、阪急バスの営業所。最寄りの停留所は「伏尾台四丁目」もしくは「伏尾台五丁目」。営業所表記は○伏。

## 概要
阪急宝塚本線の池田駅から池田市北部の伏尾台及び麓にある久安寺までを結ぶ路線が主なエリア。元々は、池田市北部・箕面市北部および豊能郡豊能町を管轄する営業所で、石橋営業所から伏尾台線・東能勢線を移管される形で1980年6月23日に開設された。2022年12月に移管されるまでは、伏尾台四丁目で運転手が交代する場合があった。
以前は石橋営業所との結びつきが強かったが、1997年12月22日の茨木・豊能の各営業所と同時に行われたダイヤ改正により、東能勢線の一部（豊能町余野・希望ヶ丘方面の系統）が豊能営業所へ移管されてからは、むしろこれらとの関連が強まり、現在に至る。
2000年12月9日からは、運行管理業務を子会社の阪急田園バスに委託していたが、2019年7月1日に同社が阪急バスに吸収合併されてからは、再び阪急バス直営の営業所となった。
2022年12月16日を営業最終日として伏尾台営業所は閉鎖され、翌17日のダイヤ変更によって伏尾台系統は豊能営業所に移管される。
- 所在地：大阪府池田市伏尾台5丁目2番2号

## 閉所される以前までの担当路線の歴史

### 東能勢線
同営業所のメインとなる路線。池田方面行きは、いずれの系統も「西本町」停留所近くにある槻木交差点を左折して、降車専用の「栄町」停留所を経由する。ただし、朝ラッシュ時 (平日・土休日共に、西本町8:48発の便まで) やがんがら火祭りが開催されている間は、同交差点を直進するため経由しない。これに該当する便では「直行」と称する。

#### 伏尾台方面
現行の系統体制は2022年12月17日から。
池田から国道173号・国道423号（摂丹街道）を走行し、阪急不動産が造成した住宅地「阪急池田伏尾台」へと向かう路線。1979年4月13日より運行開始。
池田の市街地 - 伏尾台住宅地間の輸送の他、伏尾台内にある大阪府立池田北高等学校（2018年3月31日をもって閉校）や池田市立ほそごう学園（旧・同市立細河中学校）への通学輸送も担っているため、現在も終日にわたり運行本数は多い。
1997年12月22日の改正より、主に昼間の伏尾台行きの一部と久安寺行きを統合する形で運行本数が増え、同時に市立池田病院まで延伸された。また、1999年11月11日の改正からは深夜バスの運行も開始（運賃は通常の倍額が必要）。
2011年12月10日の改正では、経路や系統番号の変更が実施され、運行本数（昼間）も池田 - 伏尾台（久安寺経由便含む）間では約10分間隔から約12分間隔に減便された。さらに、この改正からは「池田→伏尾台循環→池田」という循環運行が基本となった。
2016年2月15日の改正では、一部の停留所間の所要時分の調整と平日朝夕ラッシュ時の減便が実施された。同時に、「細河中学校前」の停留所名が「ほそごう学園前」に変更された。
2016年8月1日、「伏尾台セラージュ前」「北中央公園前」各停留所の新設に伴う一部便の発車時刻変更が実施された。
2016年12月15日の改正では、一部便の伏尾台内の停留所の発車時刻変更が実施されたほか、市立池田病院発着の新系統として、134・138系統が新設された。この系統は、伏尾台内を「四丁目→センター→五丁目」の順に経由する、従来の循環系統の逆廻り系統。病院行きは134系統、伏尾台行きは138系統として日中時間帯の旧135系統を置き換える形で運行された。この系統の新設に伴い、「ほそごう学園前」「伏尾台五丁目」の各停留所反対側に、この新系統専用ののりばが設置された。
2017年4月6日、平日朝夕の時間帯に通学向けとして運行されていた、旧132系統の臨時便（一般利用可）の運行休止に伴う、ダイヤの調整が実施された。これは、翌2018年3月末で閉校になった大阪府立池田北高等学校の生徒数の減少によるもの。
2017年11月1日の改正では、循環系統のうち「伏尾台四丁目→センター→五丁目」の順で経由する便の時間帯が夕ラッシュ時以降にも拡大された他、132系統の日中の一部便が池田発着からJR川西池田発着へ延長された。池田 - 川西間の一般路線の復活は、杉生線の同区間を経由する便が2002年3月24日の改正で廃止になって以来、約15年半ぶりのことである。この他、平日早朝時間帯の伏尾台始発池田行きの循環ルートを「五丁目→センター→四丁目」に統一された他、朝ラッシュ時の市立池田病院行きの増便も実施された。土休日も含めた全体の本数は、この改正でも若干ながら減便されている。
2018年4月5日、「北中央公園前」停留所の「ほそごう学園前」方面のりばの新設に伴うダイヤの変更と、平日17時台の池田発伏尾台行きの1便増便が実施された。
2019年7月13日の改正では、平日朝ラッシュ時に運行される池田→伏尾台四丁目→センター→五丁目止まりの系統を「五丁目→センター→四丁目→池田方面」の循環系統に変更、同時間帯の伏尾台発市立池田病院行きの1便減便（池田止まりに変更）が実施された。また、日中時間帯に運行される134系統の一部便が、池田市内線直通系統に変更となった。市内線内は、市立池田病院 - 下渋谷 - 附属池田小学校前 - 荘園口 → 文化会館前 → 阪急石橋北口 → 井口堂 → 池田方面という、下渋谷系統と同じルートで運行。伏尾台 → 文化会館前までは4系統として、文化会館前 → 石橋 → 伏尾台方面は138系統として、それぞれの従来の系統を延長運転する形で運行される。池田 - 伏尾台間の日中の運行本数は、約15分間隔に減便された。
池田の西のりばは、2022年4月17日の運行をもって閉鎖され、同乗り場内に併設されていた池田駅前案内所と共に、翌18日から東2番のりばに移設された。これに伴い、池田の発車時刻も同日に変更された。

#### 池田→（久安寺）→伏尾台方面
- 131系統 : 池田 → 吉田橋 → 伏尾台 (循環:五丁目 → センター → 四丁目)
  - 基本的にこの系統を運行している。

- 132系統 : 池田[* 8] → 吉田橋 → 久安寺 → 伏尾台 (循環:五丁目 - センター - 四丁目) 
  - 池田 - 伏尾台四丁目 - 伏尾台センターの主系統だったが、2017年11月1日改正時に現ルートに変更された。全て伏尾台止まりである。
- 133系統 : 池田 → 吉田橋 → 伏尾台 (循環:四丁目 → センター → 五丁目) 
  - 従来（内回り）の逆回りで運行する系統で、一時間に一本程度の運行本数に減少している。深夜バスも行われている。全て伏尾台止まりである。
- 134系統 : 池田 → 吉田橋 → 久安寺 → 伏尾台 (循環:四丁目 → センター → 五丁目) 
  - 従来 (内回り)の逆回りで運行する系統で、132系統と伏尾台内以外では停留所は同じである。

#### 伏尾台→（久安寺）→池田方面
- 131系統:伏尾台（循環:五丁目→センター→四丁目）→吉田橋→池田
  - 基本的にこの系統を運行している。
- 134系統:伏尾台（循環:四丁目→センター→五丁目）→久安寺→吉田橋→池田
  - 従来（内回り）の逆回りで運行する系統で、132系統と伏尾台内以外では停留所は同じである。

#### 伏尾台内で系統が変わるバスについて（池田→伏尾台→池田（石橋北口 市立池田病院））
- 131系統＋4系統:池田 → 吉田橋 → 伏尾台 (循環:五丁目 → センター → 四丁目)→吉田橋→池田（乗換）→市立池田病院→下渋谷→附属池田小学校前→〔循環:荘園口→文化館前→阪急石橋北口→井口堂→荘園口〕
  - 市立池田病院を通るバスは平日の朝に2本のみである。上記は4系統と阪急池田駅で接続する場合であり、1時間に1本程度である。 2022年12月以前まであった直通運転は廃止された。なお池田で連絡するのは、平日のみである。そのため乗り替えが必要である。

- 132系統→131系統 :池田→吉田橋→伏尾台（五丁目→センター→四丁目）→久安寺→吉田橋→池田
  - 伏尾台センターで系統を変更する。平日は17時35分（伏尾台センター）発のみである。
- 131系統→132系統 :池田→吉田橋→久安寺→伏尾台（同）→吉田橋→池田
  - 伏尾台センターで系統を変更する。平日は10、12、14、16時43分（伏尾台センター）発で1日4本である。
- 134系統→133系統 :池田→吉田橋→久安寺→伏尾台（四丁目→センター→五丁目）→吉田橋→池田
  - 伏尾台センターで系統を変更する。1日5本（平日）である。

- 133系統→134系統 :池田→吉田橋→伏尾台（四丁目→センター→五丁目）→久安寺→吉田橋→池田
  - 伏尾台センターで系統を変更する。平日土休日ともに20時台のみの一本である。

### 余野・牧・希望ヶ丘方面
池田から、国道173号・国道423号（摂丹街道）を走行し、池田市北部にある久安寺を経て、箕面市北部の止々呂美地区や豊能郡豊能町（東部）とを結ぶ路線。古くは大正末期に創業した、民営の「池田能勢妙見自動車」（のちに「北摂乗合自動車」と合併）によって運行されていた。
現在は京都府亀岡市との府境付近にある「牧」で余野方面へ折り返しているが、当初は亀岡市に越境した先の関西カントリーまで足を延ばしていた。
1997年12月22日の改正で関西カントリーへの乗り入れは廃止となり、系統番号が付けられた。
なお、「牧」停留所から亀岡方面に10分ほど歩くと亀岡市ふるさとバスの「神地」停留所がある。接続は特に考慮されていないので、乗り継ぐ際は注意が必要。なお、京都府亀岡市民も池田市に行く際に「牧」停留所を利用している。

#### 閉所以前で運行されていたバス
- 26系統:池田 - 吉田橋 - 久安寺 - 中止々呂美 - 余野 - 希望ヶ丘四丁目
  - 1989年5月24日より北大阪ネオポリス線・25系統と共に運行を開始した系統（当初の25系統は茨木営業所の担当）。
  - 1997年12月22日の改正で136系統と統合され、豊能営業所に移管された。なお、時刻表や系統路線図では運行開始から現在に至るまで「東能勢線」・「北大阪ネオポリス線」の両方に掲載されている。
  - 2時間に1本ほどで牧を経由しない。平日朝池田発6時44分は余野止まりである。

- 126系統:池田 - 吉田橋 - 久安寺 - 中止々呂美 - 余野 - 牧 - 余野 - 希望ヶ丘四丁目
  - 136系統牧発着便の回送区間 (牧 - 希望ヶ丘間) を営業路線化する形で、2017年11月1日の改正で新設された。毎日4往復運行され、早朝〜日中に希望ヶ丘発が、日中〜夜に池田発が運行される。このうち、平日朝池田始発の7時31分発は余野〜牧止まりである。
  - 現在は豊能営業所の担当で、当営業所は朝ラッシュ時に運行される池田 - 久安寺間便のみ担当する。

### 満願寺線
JR川西池田、川西能勢口駅および雲雀丘花屋敷駅から北進し、満願寺や愛宕原ゴルフ場へと向かう路線。
雲雀丘花屋敷駅前 - 愛宕原ゴルフ場 間の運行がメインで、日中は30分間隔の運行。2009年11月1日の改正で、2時間間隔だった阪急川西能勢口駅 (当時は川西バスターミナル)発着をJR川西池田駅発着に変更し、本数も倍の1時間間隔に増やした。
当初は石橋営業所が運行を担当していたが、1998年の改編時に伊丹営業所へ移管され、2017年11月1日の改正で当営業所に再移管された。
また、1928 - 1932年にはこの満願寺線とほぼ同経路で日本初のトロリーバス『日本無軌道電車』が走っていた。
現在は、以下の3ルートが全て150系統として運行されている。
- JR川西池田駅 → 阪急川西能勢口駅 → 雲雀丘花屋敷駅前 → 満願寺 → 愛宕原ゴルフ場
- 愛宕原ゴルフ場 → 満願寺 → 雲雀丘花屋敷駅前 → 阪急川西能勢口駅 (東口) → JR川西池田駅
- 雲雀丘花屋敷駅前 - 満願寺 - 愛宕原ゴルフ場

#### 2022 年12月17日改正後の動きについて
前述の通り、この日の改正と同時に伏尾台営業所が閉鎖されるのに伴い、以下のように変更される。
なお、「池田」は、改正と同時に「阪急池田駅」へ停留所名が変更される。
- 伏尾台系統
  - 管轄営業所が豊能営業所へ移管。
  - 朝夕を中心に運行本数の調整。
  - 132系統 西本町 - JR川西池田駅 間を廃止。代替として、伊丹営業所が運行する満願寺線151系統 阪急川西能勢口駅 → 阪急池田駅 を土休日の朝に1本のみ新設。
  - 131〜134系統は、経路ごとによる系統番号の整理を実施。これに伴い、130・135・136・139系統は、改正以降も残存する各系統に統合される形で廃止となる。
  - 4・138系統直通便は、平日のみの運行となる。

- 余野・牧・希望ヶ丘系統
  - 126系統は、ネオポリス線26系統と共に運行時刻が変更される。

- 満願寺線
  - 管轄営業所が伊丹営業所へ再移管。
  - JR川西池田駅への乗り入れを廃止。
  - 雲雀丘花屋敷駅前 → 阪急雲雀丘花屋敷駅 へ停留所名変更。

改正後の伏尾台系統・満願寺線の経路は、以下の通りとなる。
- 131系統: (伏尾台 → 文化会館前 までは、池田市内線4系統として運行。) → 文化会館前 → 阪急石橋北口 → 井口堂 → 尊鉢 → 附属池田小学校前 → 下渋谷 → 市立池田病院 - 阪急池田駅 - 吉田橋 - 伏尾台 (五丁目 → センター → 四丁目)
  - 直通便は、平日のみ運行。このうち、石橋 → 伏尾台方面の始発便 (阪急石橋北口8:27発)のみ、市立池田病院を経由しない。
  - 伏尾台 → 市立池田病院行は、改正後も引き続き平日の朝に2本運行される。
- 132系統: 阪急池田駅 - 吉田橋 - 久安寺 - 伏尾台 (五丁目 → センター → 四丁目)
  - 池田発の最終便 (平日23:32発・土休日23:10発)は、「深夜バス」として運行される。
- 133系統: 阪急池田駅 - 吉田橋 - 伏尾台 (四丁目 → センター → 五丁目)
  - 池田発の平日最終便(23:06発)は、「深夜バス」として運行される。
- 134系統: 阪急池田駅 - 吉田橋 - 久安寺 - 伏尾台 (四丁目 → センター → 五丁目)
- 150系統: 阪急川西能勢口駅 - (→ 阪急川西能勢口駅 (東口) →) - 川西郵便局前 - 阪急雲雀丘花屋敷駅 - 満願寺 - 愛宕原ゴルフ場
- 150系統: 阪急雲雀丘花屋敷駅 - 満願寺 - 愛宕原ゴルフ場
- 151系統: 阪急川西能勢口駅 → 呉羽橋西詰 → 栄町 (降車専用) → 阪急池田駅
  - 前述の通り、132系統川西発着便の代替(免許維持路線)として、土休日の川西8:57発の1本のみ運行。[8]

## 過去の担当路線

### 東能勢線
- 池田 - 木部 - 吉田橋 - 久安寺 - 中止々呂美 - 余野 - 牧 - 関西カントリー
  - 詳しくは前述。
- 池田 - 木部 - 吉田橋 - 久安寺 - 中止々呂美 - 余野 - 野間峠 - 妙見山上
  - 1979年1月9日から運行を開始。豊能営業所に移管後、「余野」発着に短縮され、休日のみ運行の137系統となった[* 10]。
  - 137系統の新設後は、正月3が日に上記区間を走行する臨時直通便として運行されていた。
  - 末期の運行本数は、関西カントリー系統が朝2往復・夕3往復（平日・休日とも）、妙見山上系統が平日の昼間4往復、休日の昼間7往復だった。
- 131系統：井口堂 - 池田病院前（現・光明公園前） - 池田市役所前 - 池田 - 木部 - 吉田橋 - 久安寺
- 132系統：井口堂 - 池田病院前 - 池田市役所前 - 池田 - 木部 - 吉田橋 - 伏尾台四丁目 - 伏尾台センター
  - 131・132系統は、旧市立池田病院の移転に伴う1997年10月1日の改正で現・市立池田病院発着を経て、池田発着に短縮。その後、ルートも改編された。
- 138系統：池田→木部→吉田橋→久安寺→西山口→学校前（現・止々呂美ふるさと自然館前）→下止々呂美[* 11]
  - 136系統の朝の1本を延長したもので、2007年6月1日に新設。西山口から一旦国道423号を北上し、止々呂美交差点から南下し、学校前→下止々呂美と停車していた。
  - 2007年11月19日以降は、元の136系統・久安寺行きに戻された。その後、後述のルートによる新系統として、系統番号が復活している。
- 134系統：池田→木部→吉田橋→伏尾台五丁目→伏尾台センター→伏尾台四丁目→久安寺
  - 1990年11月5日の改正で、133系統の夜間の一部の便を久安寺まで延伸したもの。2011年12月10日の改正で廃止されたが、久安寺→池田間を延長した139系統として、後に復活している。
- 138系統：久安寺→伏尾台五丁目→伏尾台センター[* 11]
  - 2009年2月16日の池田 - 伏尾台地区の減便改正時に新設され、平日の朝8時台に1本のみ運行された。こちらも2011年12月10日の改正で廃止されたが、市立池田病院発着の新系統として、2016年12月15日の改正で系統番号が復活した。

### 西宮戎大祭臨時輸送
兵庫県西宮市の「西宮戎」こと西宮神社で、毎年1月10日前後に行われる例祭「十日えびす」への参拝客向けの臨時路線の一つ。2010年から、川西バスターミナル発着分を担当している（同年は11往復）。2013年以降は運行されていない。
行先表示板では、「臨時 川西バスターミナル（川西能勢口駅）」・「臨時 西宮戎」と表記される。他の西宮戎系統の路線とは異なり、中間の各停留所の発車予定時刻も告示されている。
川西バスターミナル - 北村間は兵庫県道13号尼崎池田線（産業道路）、北村 - 広田間は国道171号を経由する。全線通し乗車で約60分、運賃は250円となる。
- 臨時：川西バスターミナル - 久代口 - 北村 - 昆陽ノ里 - 阪急門戸 - 広田 - （この間無停車） - 西宮戎（国道43号）

## 運賃
東能勢線は初乗り230円および2区250円の区間制運賃、満願寺線は230円均一である。

## 車両
ピーク時には26台を擁していたが、1997年12月22日の改正で担当路線の一部が豊能営業所に移管されたため、6台が同所に転出した。2020年6月現在は18台（いすゞ自動車・日野自動車・三菱ふそうの3メーカー）が在籍し、営業所としては柱本営業所（16台）に次いで小規模であったが、2022年12月のダイヤ改正と同時に同営業所は閉鎖された。